# Volejbol'nyj klub Gazprom-Jugra 2011-2012
Questa voce raccoglie le informazioni riguardanti il Volejbol'nyj klub Gazprom-Jugra nelle competizioni ufficiali della stagione 2011-2012.

## Organigramma societario
Area direttiva
- Presidente: Jurij Važenin

Area tecnica
- Allenatore: Plamen Konstantinov

## Rosa
| N° | Nome              | Ruolo | Data di nascita   | Nazionalità sportiva |
| -- | ----------------- | ----- | ----------------- | -------------------- |
| 1  | Raydel Poey       | O     | 20 febbraio 1982  | Cuba                 |
| 2  | Anton Mysin       | O     | 10 marzo 1986     | Russia               |
| 3  | Nikita Lučin      | C     | 17 gennaio 1994   | Russia               |
| 4  | Nikita Eršov      | C     | 19 agosto 1993    | Russia               |
| 5  | Makar Bestužev    | S     | 13 maggio 1987    | Russia               |
| 7  | Todor Aleksiev    | S     | 21 aprile 1983    | Bulgaria             |
| 8  | Kirill Guščin     | L     | 8 dicembre 1991   | Russia               |
| 9  | Dimitrij Leont'ev | S     | 8 gennaio 1989    | Russia               |
| 10 | Teodor Todorov    | C     | 1º settembre 1989 | Bulgaria             |
| 11 | Sergej Snegirev   | L     | 5 aprile 1988     | Russia               |
| 12 | Roman Martynjuk   | L     | 13 aprile 1987    | Russia               |
| 13 | Igor' Kobzar'     | P     | 13 aprile 1991    | Russia               |
| 14 | Sergej Panov      | S     | 3 febbraio 1993   | Russia               |
| 15 | Maksim Proskurnja | C     | 16 marzo 1979     | Russia               |
| 17 | Artëm Chabibullin | P     | 13 settembre 1984 | Russia               |
| 18 | Aleksej Rodičev   | S     | 24 marzo 1988     | Russia               |
| 19 | Levan Kalandadze  | S     | 28 dicembre 1989  | Russia               |

## Statistiche

### Statistiche di squadra
| Competizione    | Punti | In casa | In casa | In casa | In trasferta | In trasferta | In trasferta | Totale | Totale | Totale |
| Competizione    | Punti | G       | V       | P       | G            | V            | P            | G      | V      | P      |
| --------------- | ----- | ------- | ------- | ------- | ------------ | ------------ | ------------ | ------ | ------ | ------ |
| Superliga       | 16    | 10      | 5       | 5       | 14           | 4            | 10           | 24     | 9      | 15     |
| Coppa di Russia | 14/4  | -       | -       | -       | -            | -            | -            | 14     | 6      | 8      |
| Totale          | -     | 10      | 5       | 5       | 14           | 4            | 10           | 38     | 15     | 23     |

G = partite giocate; V = partite vinte; P = partite perse

### Statistiche dei giocatori
| Giocatore      | Superliga | Superliga | Superliga | Superliga | Superliga |
| Giocatore      | P         | PT        | AV        | MV        | BV        |
| -------------- | --------- | --------- | --------- | --------- | --------- |
| T. Aleksiev    | 21        | 326       | 288       | 30        | 8         |
| M. Bestužev    | 23        | 120       | 110       | 7         | 3         |
| A. Chabibullin | 20        | 24        | 14        | 10        | 0         |
| N. Eršov       | 3         | 8         | 7         | 0         | 1         |
| K. Guščin      | 2         | 0         | 0         | 0         | 0         |
| L. Kalandadze  | 6         | 4         | 3         | 1         | 0         |
| I. Kobzar'     | 24        | 57        | 21        | 16        | 20        |
| D. Leont'ev    | 19        | 26        | 18        | 1         | 7         |
| N. Lučin       | 5         | 16        | 14        | 2         | 0         |
| R. Martynjuk   | 23        | 0         | 0         | 0         | 0         |
| A. Mysin       | 23        | 325       | 262       | 40        | 23        |
| S. Panov       | 0         | 0         | 0         | 0         | 0         |
| R. Poey        | 0         | 0         | 0         | 0         | 0         |
| M. Proskurnja  | 21        | 98        | 59        | 32        | 7         |
| A. Rodičev     | 24        | 299       | 260       | 17        | 22        |
| S. Snegirev    | 18        | 0         | 0         | 0         | 0         |
| T. Todorov     | 23        | 239       | 132       | 100       | 7         |

P = presenze; PT = punti totali; AV = attacchi vincenti; MV = muri vincenti; BV = battute vincenti

NB: Non sono disponibili i dati relativi alla Coppa di Russia e, di conseguenza, quelli totali